# 10921 Романозен
10921 Романозен (10921 Romanozen) — астероїд головного поясу, відкритий 17 січня 1998 року.
Тіссеранів параметр щодо Юпітера — 3,605.